# Ałan Boradzow
Ałan Gieorgijewicz Boradzow (ros. Алан Георгиевич Борадзов, ur. 1957 w Ordżonikidze, obecnie Władykaukaz, zm. 7 kwietnia 2007 tamże) – osetyjski polityk, premier Osetii Północnej w latach 2004–2005. Z wykształcenia inżynier-mechanik. Wcześniej zajmował stanowisko ministra transportu i robót drogowych. Funkcję premiera republiki pełni od 10 września 2004 roku. Za kandydaturą Boradzowa, którą wysunął prezydent Aleksander Dzasochow, zagłosowało 49 na 56 osetyjskich parlamentarzystów.